# Synacra holconota
Synacra holconota är en stekelart som beskrevs av Jean-Jacques Kieffer 1910. Synacra holconota ingår i släktet Synacra, och familjen hyllhornsteklar. Arten är reproducerande i Sverige.